# 후루세역
후루세역(일본어: 古瀬駅)은 일본 홋카이도 구시로시에 있는 홋카이도 여객철도의 역이다. 역 번호는 K46이며, 상대식 승강장 2면 2선의 구조를 지닌 지상역이다.

## 역사
- 1954년 7월 1일 : 후루세 신호장(일본어: 古瀬信号場)으로서 개설.
- 1971년 8월 1일 : 무인화.
- 1987년 4월 1일 : 민영화에 의해, 홋카이도 여객철도로 이관과 동시에 역으로 승격. 후루세역 개업.
- 2020년 3월 14일 : 다이어 개정으로 폐역.

## 인접 정차역
| 홋카이도 여객철도 네무로 본선 | 홋카이도 여객철도 네무로 본선 | 홋카이도 여객철도 네무로 본선 |
| ----------------------------- | ----------------------------- | ----------------------------- |
| K45 온베쓰 신토쿠 방면        | 네무로 본선                   | 시라누카 K47 구시로 방면      |